# Hans Weiditz

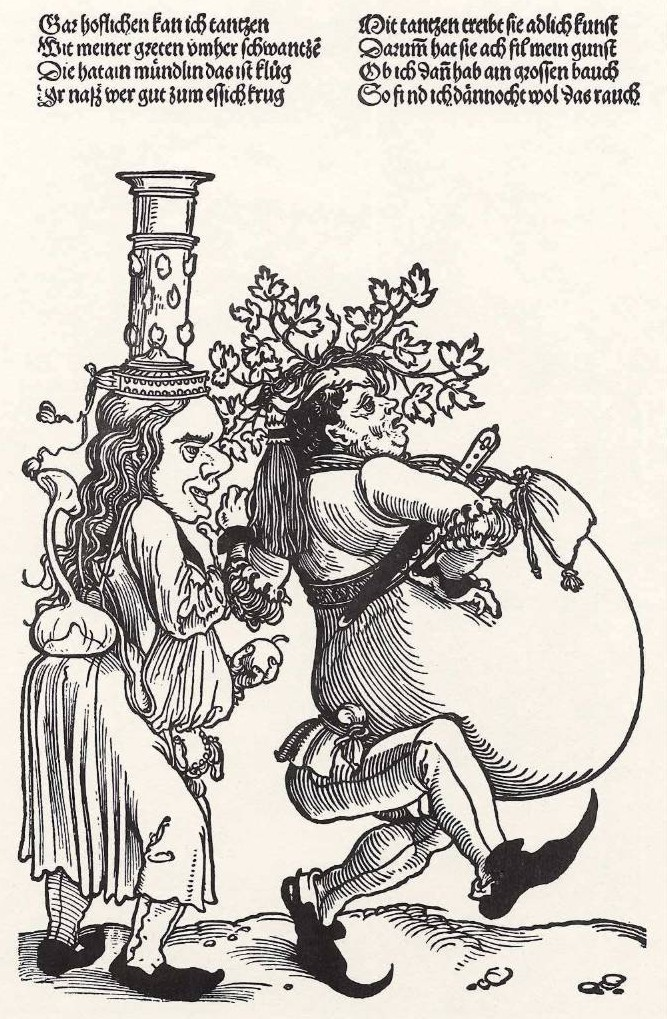
Caricaturas de dos danzarines

Hans Weiditz el Joven, Hans Weiditz der Jüngere, Hans Weiditz II (1495, Friburgo de Brisgovia - ca. 1537 Berna) fue un artista alemán renacentista, también conocido como El Maestro de Petrarca por sus xilografías ilustrando la obra de Petrarca: De remediis utriusque fortunae, o Remedios tanto para buena y mala fortuna, o Phisicke Against Fortune. Es el más conocido hoy por sus escenas muy animadas, y caricaturas de la vida laboral y de personas, creando muchos para ilustrar las máximas filosóficas abstractas de Cicerón y de Petrarca.
Como la mayoría de los artistas de grabado en madera, solo diseñaba los grabados en madera, dejando el bloque de corte a un especialista «Formschneider» (a veces Jost de Negker en su periodo de Augsburgo) pegando el diseño a la madera y cincelando las áreas blancas, separándolas. La calidad de los grabados en madera, variaba considerablemente, dependiendo de la destreza del cortador, así como del propio artista. Weiditz fue desafortunado, en que sus editores quebraron, a través de la producción de sus dos más largas series de grabados en madera, y el corte se completó más tarde por cortadores de menor capacidad.

## Vida

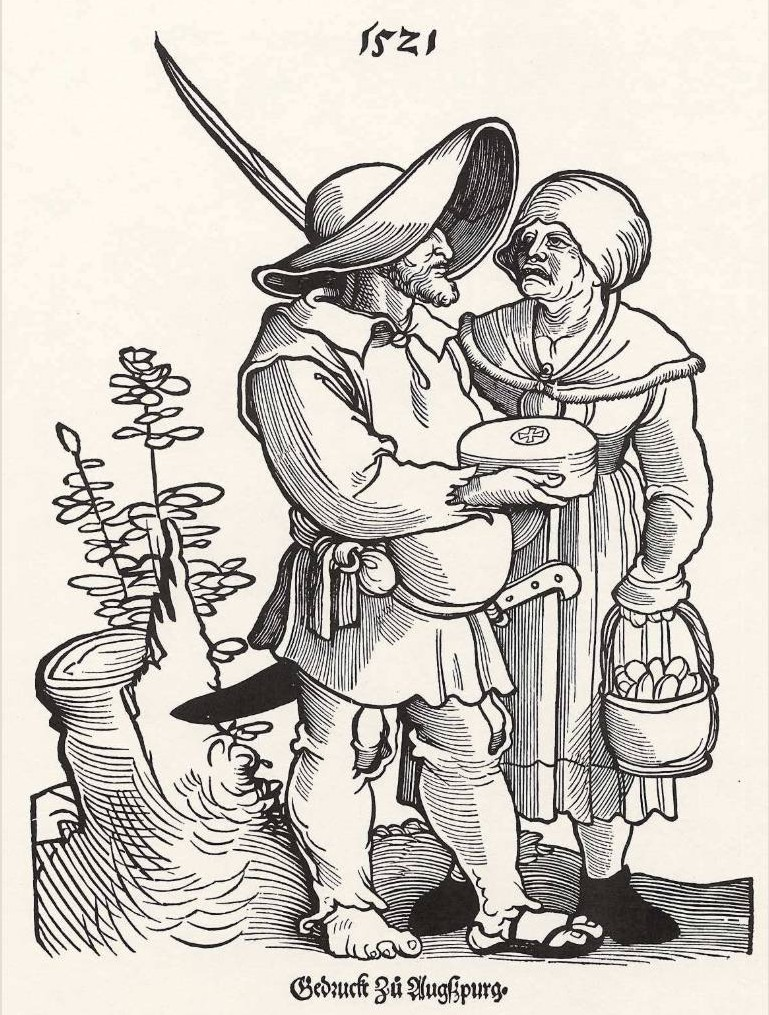
Quesero y su esposa

Su padre, Hans Weiditz el Mayor, Hans Weiditz dem Älteren o Hans Weiditz I (ca. 1475 Estrasburgo - ca. 1516 ibíd.), trabajó en Friburgo de Brisgovia entre 1497 y 1514, y era descrito como «cincelador» o escultor en los registros de Pintores de Guild. En 1505, trabajó en el Dreikönigsaltar (Altar con tres reyes) de la Catedral de Friburgo de Brisgovia. Registros parroquiales de 1510, muestran un pago a él por rosetas de madera talladas, de las piedras angulares del presbiterio, en
colaboración con Hans Baldung, estudiante talentoso de Alberto Durero. No debe confundirse con el artista grabador en madera, un poco mayor, de Estrasburgo: Hans Wechtlin.
Weiditz el Joven, era hermano de Christoph Weiditz (1500-1559), miembro prominente de un grupo selecto de artistas grabadores en madera, incluyendo a figuras como Albrecht Dürer, Hans Holbein, y su maestro Hans Burgkmair. Estuvo activo en Augsburgo entre 1512 y 1522, y desde 1522 a 1536 en Estrasburgo, produciendo xilografías para ilustraciones de libros al estilo de Burgkmair. También produjo trabajos notables para una edición popular de Cicerón De Officiis, en 1531; para Apuleyo' The Golden Ass (1538), y para las Comedias de Plauto.
Produjo claroscuro xilográfico alemanes, con bloques de colores muy variados, una capa de siete cuadros de armas de un cardenal, para un frontispicio de libro de 1520, probablemente cortado por Jost de Negker.

## Ilustraciones paraHerbarum vivae eicones

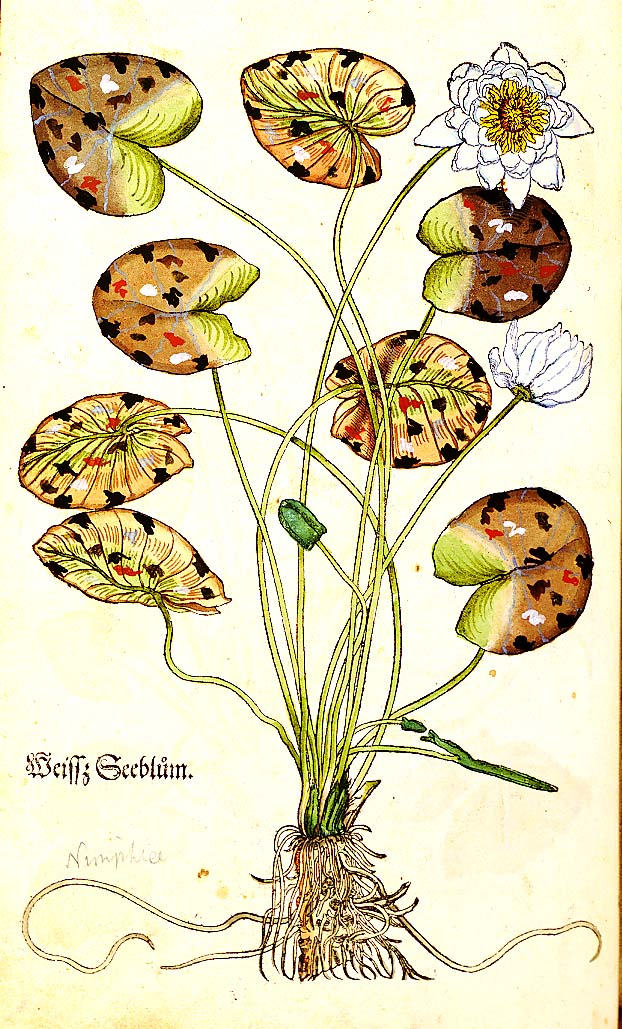
Plancha de Herbarium Vivae Eicones, xilografía coloreada a mano

La Herbarum vivae eicones (Íconos de plantas vivas), publicada en Estrasburgo en tres partes, entre 1530 y 1536, fue una publicación hito en el desarrollo de la ilustración botánica. Su texto fue compilado por Otto Brunfels de escritos anteriores, pero las ilustraciones de Weiditz representaron un nuevo enfoque y un elevado grado de realismo en la representación de las plantas. Weiditz tomó sus plantas de la naturaleza, a menudo mostrando la apariencia cambiante con las estaciones. Su técnica fue admirada y copiada, inevitablemente, conduciendo a demandas por violación de derechos de autor contra el editor Christian Egenolff.

## Algunos libros ilustrados por Weiditz
- Der Altenn Fechter anfengliche Kunst, Christian Egenolff, (Fráncfort del Meno 1529)
- Francesco Petrarca. De Remediis Utriusque Fortunae, o Remedios para la buena y mala fortuna, o Phisicke contra, la adversa fortuna como para la próspera